# Wireless Session Protocol
Das Wireless Session Protocol (WSP) ist Bestandteil des Wireless Application Protocol (WAP) und dient dem Aufbau einer Sitzung zwischen dem Endgerät und dem WAP-Gateway. Das Gateway übersetzt die endgerätespezifische Anfrage in einen HTTP-Request und schickt diesen an den WWW-Server. Neben der normalen HTML-Seite kann der Web-Server für mobile Endgeräte eine Webseite in  Wireless Markup Language (WML) bereitstellen.
WSP bietet dem Anwender einen verbindungsorientierten und einen verbindungslosen Dienst. Der verbindungsorientierte Dienst, WTP (Wireless Transaction Protocol), stellt dem Anfragenden nach dessen Request eine Bestätigung zur Verfügung, der verbindungslose Dienst, das WDP-Protokoll (Wireless Datagram Protocol), hingegen nicht.